# ドジャースの戦法
『ドジャースの戦法』（ドジャースのせんぽう、原題: The Dodgers' Way to Play Baseball）は、メジャーリーグベースボール（MLB）球団、ブルックリン・ドジャースのスプリングトレーニングにおける訓練係を長年担当してきたアル・キャンパニスが1954年に著した野球技術書かつ野球指導書。スモールベースボールの礎となった。
日本語に翻訳したのは内村鑑三の息子でのちに第3代日本プロ野球コミッショナーとなる内村祐之である。9年連続日本シリーズ制覇という偉業を成し遂げた読売ジャイアンツの監督、川上哲治がその戦法を導入し、徹底して実践したことで日本でも野球教本として広く知られるようになった。

## 原著と日本語訳
本書はアメリカ合衆国フロリダ州ベロビーチにおいて毎年600人ものプロ野球選手を集めて開催されるメジャーリーグベースボール（MLB）球団、ブルックリン・ドジャースのスプリングトレーニングの訓練係を長年担当するアル・キャンパニスがノートに書き続けてきた野球技術の教育方法に関する講義と討論の内容を集めたもの、つまりは当時の多くの野球関係者の意見をまとめたレポートを書籍化したものである。「ドジャース戦法」とは貧打のチームでありながら、守備を最大限に活かして守り勝つ野球でナショナルリーグの覇権を争っていたドジャースが駆使する当時の最新の野球戦術であった。攻撃では犠打やヒットエンドランを用いて得点を取り、守りでは失点を防ぐためにバント対策でシフトを敷く際に外野手もカバーに走るというようなチームプレーが戦法の骨子となる。投手や守備に関する記述が最初の半分以上を占めているのが特徴である。
本書が発売される前に、1955年4月から1957年4月まで野球雑誌の『月刊ベースボールマガジン』誌上でまず連載され、当時の日本でも野球技術書として紹介されていた。日本語への翻訳にあたっては内村祐之の娘である多摩清が下訳したものを祐之の夫人（内村美代子）が読みやすい日本語に書き改め、最後に祐之が目を通して誤りを改めるという「内村家の翻訳工場」の形式を使用している。

## 内容
本書は第1部「守備編」、第2部「攻撃編」、第3部「指揮編」で構成されている。

### 守備編
1章（投手）
投手の投球内容によるタイプ分類、投球角度によるタイプ分類、コントロールの重要性、コントロールを悪化させる10の原因（「プレートを踏んでしまっている」「目標から頭を目を離してしまう」「球を押さえる指の力を変えてしまう」「からだ越しに投げること」「フォロースルーが不完全」「足を踏み出しすぎること」「投球の際に体のバランスが失われてしまっている」「疲れが出ている」「自分自身を制御出来ていない」「精神力のもろさ」）の改善方法、球の握り方、試合前の準備運動、投球フォームと球の握り方は常に同じでなければいけないこと、塁状況ごとの投球姿勢、各守備（バントの処理、一塁ベースカバー、二塁送球、塁のバックアップ）、様々な根本的な欠点（「足を踏み出し過ぎる」「球を下から打つ」「頭を回す」「踏み出す足を後ろに引く」「バットを下ろす」「投球にヤマをかける」「バットを流す」）を見せる打者に対する投球方法、各変化球の練習方法と使いどころ、配球の組み立て、投球間隔の工夫、サインに頭をふる自由について。
2章（捕手）
各種サイン、構え、投手に目標を与えること、手の保護、投球の正面に体を移動させること、捕球の仕方、送球の仕方、小飛球に対する守備、重盗（2人の走者が同時に盗塁）の阻止、塁のカバー、けん制によるアウトの指示、タッチの仕方、中継カットの指示、内外野を統率すべきことについて。
3章（一般内野守備）
打者に対する知識を得ること、グラウンド状況の把握、プレーの予期、捕球姿勢、捕球、送球について。
4章（一塁手）
深い守備位置を取るべきこと、一塁に走者が出た場合の守備、バントへの備え、捕球の仕方、投手との連携プレー、二塁への送球、中継プレー、走者がいない時はなるべくライン近くで守備すべきこと、小飛球への対応、けん制アウトの指示について。
5章（遊撃手と二塁手）
遊撃手については二塁手とのサインの取り決め、一塁に走者がいる時の打球処理、併殺プレー、バントへの対応、二塁に走者がいる時の打球処理、二塁手のバックアップ、デイライトプレー（二塁におけるピックオフプレー）、他の内野手に指示を出すべきことについて。また、二塁手については打者を迎えた時は投手がサインを受け取るまで絶えず動き続けること、投球内容や打者タイプによって打球がどのあたりに来るかを予測すること、内野フライへの対処、一塁に走者がいる時の守備、タッチ、バントへの備え、ヒットエンドランへの備え、併殺プレーについて。
6章（三塁手）
プレーすべき位置、緩い打球への対応、フォースプレー、併殺プレー、走者を監視すべきこと、切迫した試合後半にはライン側を死守すべきこと、バント処理、二塁や遊撃手のバックアップ、外野からの送球のカット、三塁でのけん制プレーについて。
7章（外野手）
打者タイプから打球方向を予測すること、外野地帯のグラウンド状況を知ること、球場の特異性に慣れること、打球に備えた捕球姿勢、飛球の処理、太陽を避ける方法、捕球、ゴロの処理、声をかけることの大切さについて。
8章（基本的な守備のプレー）
バントの防ぎ方、カットオフプレー、ランダウンプレー、重盗に対する備えについて。
1章の「フォロースルーが不完全」、つまりは背中を真っ直ぐにしたまま投げる投手の欠点を改善するための方法として、準備運動をすませた投手の利き腕に木片か鉛筆を握らせて、投球の形をやらせてみるよう勧めている。フォロースルーが終わったところで、その背中が曲がっていることを確かめた上で、木片なり鉛筆なりを落とさせる。その後は自然の動作にかえって投球させるが、そのたびに木片なり鉛筆なりに触らなければならない。目的と動作が決められているので、投手は自然と背中を曲げるようになるという。訳者の内村祐之もこれは非常に良い方法だとしている。ボブ・ミリケンはドジャースで行われているこの練習方法で欠点を克服したという。

### 攻撃編
9章（バッティング）
楽な打撃姿勢の取り方、小さくふみ出す方法、打撃の動作、水平にスイングする方法、フォロースルーの取り方、正しい打撃フォーム、バットの選び方、バットの握り方、打撃の精神面、ストライクゾーンに関する知識、バッティングティー、ヒットエンドラン、走者の後ろに打つこと、デッキ上の打者（次打者）の準備、代打登場時の打撃、様々な打撃の欠点とその直し方について。
10章（バント）
塁状況別の犠打、攻撃的なバント、左打者のドラッグバント、左打者の三塁へのバント、右打者のプッシュバント、右打者の三塁へのバント、セーフティスクイズ、犠打的スクイズといった各種バントの成功しやすい転がし方と使いどころについて。
11章（走塁）
一塁への走り方、一塁走者の走塁、リードの種類、二塁走者の走塁、二塁走者がサインを打者に伝えること、三塁走者の走塁、ランエンドヒットプレー、ディレードスチール、ヒットエンドランプレー、塁のまわり方について。
12章（スライディング）
フックスライドの仕方、フィート・ファーストスライドの仕方、シッティング・スライディングスライドの仕方、ヘッド・ファーストスライドの仕方、併殺プレーを防ぐスライディング、その他のスライド、スライディング・ピットを用いたスライディングの練習方法について。
9章の投球の判断力を養う方法として、ひもを張りわたして打者はそのひものところで普段の打撃姿勢を取り、投手は捕手に向けて投球する。打者はその投球に対してスイングしないかわりにその球がホームプレートに近付いた時にストライクあるいはボールと言う。次の瞬間にその球がストライクゾーンに入ったかどうか見極めて自分の判断を確かめさせるという練習を勧めている。デューク・スナイダーもプロ入り当初は名うての悪球打ち打者であったが、この方法によって悪球の見分け方を学び、立派な選球眼を得たという。

### 指揮編
13章（コーチまたは監督のために）
選手の体の動き具合の良し悪しに注目すべきこと、走る時の速度に注目すべきこと、守備時の送球能力に注目すべきこと、守備時の打球処理のフォームに注目すべきこと、打者観察時には打撃フォームに注目すべきこと、チームの編成方法について、強力なセンターラインを形成すべきこと、屋内での訓練内容について、屋外での訓練内容について、バッティングの練習方法について、内野守備の練習順序について、チームを統率するための監督の心構えについて、選手達にベストを尽くさせるべきこと、野球の基礎を教える際に注意すべきこと、チームを熟知して最も適した試合運びをすべきこと、それぞれの打順の役割、「待て」のサインを出す適切なタイミング、犠牲バント戦法の使いどころ、ヒットエンドラン戦法の目的、相手チームの偵察報告の作成のすすめ、投手交代のタイミング、代打を起用する際に考えるべきこと、交代選手が必要となる場面、打者を故意に歩かせる作戦の使いどころ、ピッチアウト（ウエストボール）を投げるように指示する場面、多彩な攻撃作戦に対して様々な守備陣形が展開されること、内野の後退を指示する場面、内野の前進を指示する場面、ハーフウェイ・ポジション（中間内野守備）を指示する場面、内野を分散させる場面、守備位置が極端に移動するウィリアムズシフト（ブードローシフト）が考案される経緯、「六人内野」の守備陣形の取り方、時には思い切ったプレーを断行するような勇気も持つべきことについて。
14章（コーチ）
一塁コーチの役目、三塁コーチの役目について。
15章（サイン）
サインの受け取り方、サインの種類、打者へのサインの内容、走者へのサインの内容、ベンチからのサインの内容、相手チームのサインの盗み方、守備側のサインの内容について。
16章（野球でおこりがちの危険のふせぎかた）
野球で起こりがちな危険とそれぞれの危険の防ぎ方について。

## 野球界に与えた影響
本書はチームの新人選手を指導するための教本としてロサンゼルス・ドジャース組織では「バイブル」のように重宝され、1998年シーズン開始前にルパート・マードックによって球団が買収されるまではその影響力を保持していた。ギル・ホッジスは「ドジャース戦法」をニューヨーク・メッツにもたらし、1969年シーズンにチームを「ミラクルメッツ」と呼ばれる奇跡的な優勝に導いた。また、2000年シーズン時点で1981年と1988年シーズンのワールドチャンピオンに輝いた当時のメンバーに限定しても、MLB球団の監督もしくはコーチを務めるドジャース出身者はマイク・ソーシア（アナハイム・エンゼルスの監督）、デイビー・ロープス（ミルウォーキー・ブルワーズの監督）、ビル・ラッセル（ドジャースの元監督、タンパベイ・デビルレイズの三塁コーチ）、ダスティ・ベイカー（サンフランシスコ・ジャイアンツの監督）、リック・デンプシー（ドジャースの三塁コーチ）、アルフレッド・グリフィン（エンゼルスの一塁コーチ）、ミッキー・ハッチャー（エンゼルスのバッティングコーチ）、ロン・レニキー（エンゼルスの三塁コーチ）、ジョン・シェルビー（エンゼルスの一塁コーチ）と合わせて9人にのぼり、この時期にアメリカ国内でもMLB各球団首脳にドジャース出身者が増殖中であることは話題となった。その理由として挙げられたのが現代野球の指導法について書かれた本書である。
現役選手時代に「打撃の神様」と言われ、戦時中から戦後にかけて活躍した川上哲治が最初に本書を読んだのはヘッドコーチ時代のことであったが、その時は強い印象は残らなかったという。しかし、戦力に乏しい大リーグのドジャースが毎年優勝争いをしている点に注目した川上は読売ジャイアンツの監督1年目となった1961年春にチームとドジャースのベロビーチにおける合同キャンプを実現させその事前準備のために本書を再読。そして、監督経験から認識を変えて読んだ結果、かつての自分を恥じ入るほどその内容に驚かされ、また納得させられすっかりドジャース戦法の虜になってしまった。すぐさま本書を何十冊と取り寄せ、「必ず読んでくれ」と巨人の選手たちに配った。彼は考え抜いた末に「弱いチーム」を強化するには一人ひとりが強くなる以外に方法はないという結論に至り、何をどのように強化するかという疑問に対する答えをドジャース戦法から導き出したのである。本書を教科書としてブロックサインやヒットエンドランなどの新しい野球がチームに導入された。投手の一塁ベースカバーや投手がモーションを起こすと同時に、一塁手と三塁手が本塁に向かってダッシュする、バント阻止のためのバントシフトを日本で初めて実践したのも川上巨人である。川上の下でヘッドコーチを務めた牧野茂はボロボロになるまで本書を読みふけり、その内容をすっかり丸暗記してしまったほどであった。
当時の正遊撃手だった黒江透修は元々あった攻撃力に投手力を含めた守りの野球であるドジャース戦法をミックスさせたことで、巨人は攻めも守りも優れたチームに変わっていったと語る。また、正三塁手の長嶋茂雄によると本書は「野球の基本を書いた教科書」であるが、彼は川上が読み込んで基本の奥に潜む意味を考え抜き、優れた才能が奇跡的に集まった当時の巨人にドジャースの守り中心の野球を取り入れて巨人流に磨き上げた結果、「V9」に繋がっていったとの見解を示している。